# Somatina fungifera
Somatina fungifera là một loài bướm đêm trong họ Geometridae.